# Exocentrus greviae
Exocentrus greviae là một loài bọ cánh cứng trong họ Cerambycidae.